# Рудаши
Рудаши́ (бел. Рудашы) — деревня в Барановичском районе Брестской области Белоруссии. Входит в состав Городищенского сельсовета. Население — 3 человек 2024. 

## География
Расположена в 35 км по автодорогам к северо-северо-востоку от центра Барановичей, на расстоянии 14 км по автодорогам к северо-востоку от центра сельсовета, городского посёлка Городище, у границы с Кореличским районом Гродненской области.
К западу от деревни протекает река Быстрица.

## История
В 1909 году — деревня Циринской волости Новогрудского уезда Минской губернии, 6 дворов.
После Рижского мирного договора 1921 года — в составе гмины Цирин Новогрудского повета Новогрудского воеводства Польши, 11 дворов. 
С 1939 года — в БССР, в 1940–62 годах — в Городищенском районе Барановичской, с 1954 года Брестской области. Затем — в Барановичском районе.
В 2013 году передана из упразднённого Карчёвского сельсовета в Городищенский.

## Население
По состоянию на 1 января 2023 года в деревне проживало 1 человек в 1 хозяйствах, в том числе 0 моложе трудоспособного возраста, 0 — в трудоспособном возрасте и 1 — старше трудоспособного возраста. 
| Численность населения (по переписи) | Численность населения (по переписи) | Численность населения (по переписи) | Численность населения (по переписи) | Численность населения (по переписи) | Численность населения (по переписи) | Численность населения (по переписи) |
| 1909                                | 1921                                | 1959                                | 1970                                | 1999                                | 2009                                | 2019                                |
| ----------------------------------- | ----------------------------------- | ----------------------------------- | ----------------------------------- | ----------------------------------- | ----------------------------------- | ----------------------------------- |
| 66                                  | ↗75                                 | ↗103                                | ↘70                                 | ↘25                                 | ↘9                                  | ↘3                                  |

2024-3человек